# Anja Obradović
Anja Obradović (cyr. Ања Обрадовић ;ur. 24 stycznia 2000) – serbska judoczka. Olimpijka z Tokio 2020, gdzie zajęła siedemnaste miejsce w wadze półśredniej.
Brązowa medalistka mistrzostw świata w 2021; uczestniczka zawodów w 2022 i 2023. Startowała w Pucharze Świata w 2017, 2020 i 2022. Druga na wojskowych MŚ w 2018 roku.

## Letnie Igrzyska Olimpijskie 2020
| Konkurencja | Eliminacje            | Klas. końcowa |
| Konkurencja | Przeciwnik I          | Miejsce       |
| ----------- | --------------------- | ------------- |
| 63 kg       | Juul Franssen (NED) P | 17.           |